# María Luisa Albores González
María Luisa Albores González, née en 1976 à Ocosingo (Chiapas), est une femme politique mexicaine. Membre du Mouvement de régénération nationale (MORENA), elle est secrétaire au Bien-être au sein du gouvernement López Obrador de décembre 2018 à septembre 2020, puis secrétaire à l'Environnement et aux Ressources naturelles de septembre 2020 à septembre 2024. 

## Parcours
Ingénieure agronome de formation, diplômée de l'université de Chapingo, elle a suivi des études en pédagogie et pratique éducative au Centre d'études pour le développement rural. Elle a également suivi des études en économie sociale et solidaire et entrepreneuriat à l'université ibéro-americaine Puebla, à l'université de Mondragón et à l'école andalouse d'économie sociale.
María Luisa Albores González est membre du conseil d'administration de Yeknemilis AC avec lequel elle a réalisé différents projets agricoles (maniement de la production, amélioration en la cueillette, lignes de transformation, écotechniques et services écotouristiques).
En 2012, le candidat à la présidence du Mexique, Andrés Manuel López Obrador propose de la nommer secrétaire à la Réforme agraire, en cas de victoire, mais celui-ci perd les élections.
Elle est présidente de l'alliance MORENA dans l’État de Puebla de novembre 2012 à octobre 2015. 
Après la victoire d'Andrés Manuel López Obrador lors des élections de juillet 2018, elle est nommée secrétaire au Bien-être au sein du gouvernement López Obrador. 